# Anton Vassilievitch Moller
Otto Berend von Möller, russifié en Anton Vassilievitch Moller (Антон Васильевич Моллер), né le 8 février 1764 à Mustja dans le gouvernement de Livonie (aujourd'hui Comté de Võru, en Estonie) et mort le 5 octobre 1848 à Saint-Pétersbourg, est un amiral russe, descendant de la noblesse allemande de la Baltique. Il fut conseiller d'État, membre de l'Amirauté, ministre de la Marine impériale de Russie du 24 mars 1828 au 5 février 1836. Il fut le maître d'œuvre de la réalisation du port de Revel (1809-1816).

## Famille
Fils du capitaine Wilhelm von Möller (1732-1781) et de Margaret Elisabeth Engelhart (1729-1812).
Frère de Margaretha von Stackelberg (née von Möller).
Le 1er juin 1806 à Revel Otto von Möller épousa Juliana Elisabeth von Nolken (1789-1879).
Onze enfants sont nés de cette union, dont :
- Elisabeth Antonovna Moller (1807-)
- Paul Antonovitch Moller (1808-)
- Otto Antonovitch von Möller (1812-1874), il devint un peintre célèbre, auteur d'un des trois portraits de Nicolas Gogol.
- Auguste Antonovitch Moller (1814-)
- Wilhelm Antonovitch Moller (1825-)
- Johann Antonovitch Moller (1817-)
- Edward Antonovitch Moller (1820-)
- Julia Antonovna Moller (1821-), elle dirigea un organisme de bienfaisance destiné aux nécessiteux et fut décorée de l'Ordre de Sainte-Catherine (deuxième classe) [1]

## Biographie
C'est son frère aîné, Friedrich Wilhelm von Möller, qui donna la passion de la mer au futur amiral de la Marine impériale de Russie. De trois ans son aîné, son frère l'emmenait sur le bord de mer. Il lui contait des histoires merveilleuses sur les batailles navales, les îles lointaines inhabitées. L'aîné des garçons devint vice-amiral, son jeune frère, amiral et ministre de la Marine impériale de Russie.
Né dans une famille de la noblesse, Möller entra au corps des cadets de la Marine à Kronstadt. À son entrée dans cet établissement, il ne connaissait pas la langue russe, mais très rapidement il acquit une parfaite maîtrise de cette langue. Au grade de garde-marine (grade en vigueur dans la Marine impériale de Russie de 1716 à 1917), il sortit diplômé le 1er mai 1778 de cette école navale. En 1779, il se rendit à bord de la frégate Natalia en Hollande puis sur ordre de l'impératrice Catherine II fut envoyé en Angleterre pour parfaire son expérience navale, à l'Académie navale britannique.
De retour à Kronstadt, Möller fut promu le 1er mai 1780 adjudant et reçut son affectation en mer Baltique. En 1783, il fut transféré en mer Caspienne pour commander le Mozdok. Il fut transféré de nouveau dans la flotte de la Baltique en 1792 et se rendit en Angleterre en 1795, en tant que commandant de la frégate L'Archipel appartenant à l'escadre placée sous le commandement de l'amiral Piotr Khanikov (en). Il participa à des opérations navales contre les Français révolutionnaires jusqu'en 1797.
Le 1er mai 1799, il fut promu capitaine (deuxième rang - grade correspondant à celui de lieutenant dans l'infanterie ou l'armée de l'air). En 1798, il entreprit comme commandant de la frégate Narva un second voyage en Grande-Bretagne.
Le 1er mai 1802, Otto von Möller fut élevé au grade de capitaine (premier rang - grade correspondant à celui de colonel dans l'infanterie ou l'armée de l'air) et reçut le commandement du navire de ligne Mistislav. Il prit part à bord de ce bâtiment de guerre à l'expédition russo-britannique en Hollande (1799). Le 26 novembre 1802 l'Ordre de Saint-Georges (quatrième classe) lui fut décerné.
Le 1er mai 1808, il fut promu capitaine-commandant (grade inférieur à contre-amiral, mais supérieur à celui de capitaine (premier rang) et commanda au cours de la guerre russo-suédoise (1808-1809) une escadre dans le golfe de Finlande où il livra bataille à plusieurs navires britanniques et suédois.
Le 1er janvier 1809, Alexandre Ier lui confia la construction du port de Revel. Il fut promu contre-amiral le 7 janvier 1809. En 1811, pour des raisons politiques les travaux de construction du port furent interrompus. Il fut envoyé en mission en juillet 1812 comme commandant à bord d'une galère dans le golfe de Riga. En septembre 1812, il captura des batteries ennemies au large de la ville de Riga. Parvenu à Mittau, il procéda à des tirs sur cette ville, fit débarquer ses troupes et s'empara de la cité. Pour cet acte de guerre il se vit décerner l’Ordre de Sainte-Anne (première classe).
En 1813, Möller prit le commandement du quatrième escadron et mit le cap sur la Grande-Bretagne. Il prit part avec ses navires au blocus des côtes françaises, néerlandaises et danoises. De retour en Russie en 1814, il fut de nouveau chargé de poursuivre la construction du port de Revel. Le tsar, satisfait des travaux, lui décerna l'Ordre de Sainte-Anne (première classe avec diamants) (1816).
Le 25 novembre 1821, l'amiral von Möller fut nommé chef d'état-major de la marine de Sa Majesté impériale. En janvier 1822 il fut admis à assister au Conseil d'État et au Conseil des ministres. Le 12 novembre 1823, il fut promu au grade de vice-amiral.
Le 24 mars 1828 Nicolas Ier le nomma ministre de la Marine impériale de Russie.
Le 1er janvier 1829, il fut élevé au grade d'amiral.
Il présenta sa démission le 5 février 1836. En raison de ses problèmes de santé et de son grand âge (72 ans), l'empereur l'accepta. Il demeura toutefois membre du Conseil d'État et de l'Amirauté.
L'amiral von Möller vivait simplement, l'été dans sa datcha à Peterhof, et pendant la saison d'hiver à Saint-Pétersbourg entouré de sa grande famille.

### Décès et inhumation
Il mourut du choléra le 5 octobre 1848 et fut inhumé au cimetière luthérien Volkovskoïe de Saint-Pétersbourg.

## Distinctions
- 26 novembre 1802 : Ordre de Saint-Georges (quatrième classe)
- 1812: Ordre de Sainte-Anne (première classe)
- 1816: Ordre de Sainte-Anne (première classe avec diamants)

## Sources
- (ru) Cet article est partiellement ou en totalité issu de l’article de Wikipédia en russe intitulé « Моллер, Антон Васильевич » (voir la liste des auteurs).